# Забродино (Тальменський район)
Забро́дино (рос. Забродино) — село у складі Тальменського району Алтайського краю, Росія. Входить до складу Луговської сільської ради.

## Населення
Населення — 345 осіб (2010; 344 у 2002).
Національний склад (станом на 2002 рік):
- росіяни — 88 %